# Ýokary Liga 2023
La Ýokary Liga 2023 è stata la trentunesima edizione del massimo campionato di calcio turkmeno. La stagione è iniziata il 14 aprile e si è conclusa il 29 dicembre successivo. L'Ahal era la squadra campione in carica.

## Stagione

### Novità
Rispetto alla stagione 2022, giocata ad 8 squadre, il campionato è stato allargato a 9 partecipanti, includendo il neonato Arkadag.

### Formula
Il campionato è giocato con un girone all'italiana da 9 partecipanti, con le squadre che si affrontano quattro volte, giocando andata e ritorno due volte , per un totale di 32 giornate.
Al termine della stagione, la squadra prima in classifica è Campione del Turkmenistan e si qualifica per l'edizione successiva della AFC Champions League, mentre la seconda classificata si qualifica per la Coppa dell'AFC.

## Squadre partecipanti
| Club             | Città       | Stagione Precedente       |
| ---------------- | ----------- | ------------------------- |
| Ahal             | Abadan      | Campione del Turkmenistan |
| Altyn Asyr       | Aşgabat     | 2° in Ýokary Liga 2022    |
| Arkadag          | Arkadag     | -                         |
| Aşgabat          | Aşgabat     | 6° in Ýokary Liga 2022    |
| Energetik        | Mary        | 8° in Ýokary Liga 2022    |
| Köpetdag Aşgabat | Aşgabat     | 4° in Ýokary Liga 2022    |
| Merw             | Mary        | 3° in Ýokary Liga 2022    |
| Nebitçi          | Balkanabat  | 7° in Ýokary Liga 2022    |
| Şagadam          | Türkmenbaşy | 5° in Ýokary Liga 2022    |

## Classifica finale
|       | Pos. | Squadra          | Pt | G  | V  | N | P  | GF | GS | DR  |
| ----- | ---- | ---------------- | -- | -- | -- | - | -- | -- | -- | --- |
| [ 2 ] | 1.   | Arkadag          | 72 | 24 | 24 | 0 | 0  | 83 | 17 | +66 |
| [ 2 ] | 2.   | Altyn Asyr       | 54 | 24 | 17 | 3 | 4  | 57 | 26 | +31 |
|       | 3.   | Nebitçi          | 43 | 24 | 13 | 4 | 7  | 41 | 31 | +10 |
|       | 4.   | Ahal             | 38 | 24 | 12 | 2 | 10 | 41 | 32 | +9  |
|       | 5.   | Aşgabat          | 30 | 24 | 9  | 3 | 12 | 35 | 51 | -16 |
|       | 6.   | Köpetdag Aşgabat | 28 | 24 | 8  | 4 | 12 | 31 | 49 | -18 |
|       | 7.   | Energetik        | 17 | 24 | 5  | 2 | 17 | 16 | 46 | -30 |
|       | 8.   | Merw             | 14 | 24 | 3  | 5 | 16 | 17 | 44 | -27 |
|       | 9.   | Şagadam          | 14 | 24 | 3  | 5 | 16 | 16 | 41 | -25 |

Legenda:
      Campione del Turkmenistan e ammessa alla AFC Challenge League 2024-2025.
      Ammessa alla AFC Champions League Two 2024-2025.